# Yoo Yeon-seok
Yoo Yeon-seok (en hangul, 유연석; en hanja, 柳演錫; Seúl, 11 de abril de 1984) es un actor surcoreano. Después de su debut como actor en 2003 con un pequeño papel en  Oldboy, retomó su carrera como actor en 2008. Es conocido por sus interpretaciones en películas como Re-encounter, Architecture 101, A Werewolf Boy, Whistle Blower, Perfect Proposal, Mood of the Day,  así como por las series dramáticas Gu Family Book, Reply 1994, Warm and Cozy y más recientemente en Kim, el doctor romántico y When The Phone Rings.

## Biografía
Yoo Yeon-seok, cuyo nombre de nacimiento es Ahn Yeon-seok, nació el 11 de abril de 1984 en Seúl. Cuando tenía seis años, su familia se mudó debido a que su padre, un profesor, fue trasladado a la universidad nacional al sur de la Provincia de Gyeongsang. En su tercer año en la escuela secundaria, decidió actuar y siguió a su hermano a Seúl, quien estaba estudiando otro año para entrar a la universidad, y vivieron juntos cerca del distrito de Samseong-dong.
Mientras tomaba clases de actuación, se encontró con un amigo que iba a trabajar en el vestuario del personal del director de cine Park Chan-wook. Recordando que Yoo tenía cierto parecido con el actor Yoo Ji-tae, su amigo le llamó y le habló acerca de una audición para un papel. Sin tener que pasar su hoja de vida, debutó actoralmente como la versión joven del personaje de Yoo Ji-tae en la aclamada película de 2003  Oldboy.
Después de graduarse de la Universidad Sejong con una licenciatura en Artes de Cine, retomó su carrera como actor en 2008 y comenzó a usar el nombre artístico recomendado por su agencia: Yoo Yeon-seok.

## Carrera
Es miembro de la agencia "King Kong by Starship" (previamente conocida como "King Kong Entertainment") de Starship Entertainment (스타쉽 엔터테인먼트). En julio del 2020 renovó su contrato con la agencia.

### 2008-2012: inicios
Interpretó algunos personajes de apoyo en series tales como el arrogante presidente del cuerpo de estudiantes en la serie de horror Soul y en los dramas médicos Midnight Hospital y Tasty Life. Pero recibió sus mejores críticas al interpretar a un sensible exnovio buscando a su hijo en la película independiente Re-encounter.
Pronto se hizo famoso como el antagonista en la exitosa película Architecture 101, y A Werewolf Boy. Posteriormente mejoró su imagen de chico malo a chico bueno con la película de comedia  Born to Sing y la serie de fantasía Gu Family Book.

### 2013-presente: creciente popularidad
Alcanzó popularidad con el nostálgico drama Reply 1994 de 2013. Después de un año de descanso, se integró al elenco de dos proyectos de alto perfil durante el 2014: Whistle Blower acerca del infame biotech investigador Hwang Woo-suk, y del drama de la dinastía Joseon The Royal Tailor. Participó entonces en el reality show de viaje Youth Over Flowers.
En el 2015, fue elegido para su primer protagónico como el dueño de un restaurante y chef en la serie de comedia romántica Warm and Cozy, escrita por las hermanas Hong  y filmada en la Isla Jeju. También protagonizó el thriller Perfect Proposal (un remake de Woman of Straw), y The Beauty Inside (adaptación de la película del mismo nombre). Posteriormente, protagonizó Le Passe-Muraille ("El hombre que caminó a través de la pared"); el cual fue su primer musical desde su debut como actor profesional (Yoo tuvo previamente apariciones en teatro mientras estudiaba en la universidad).
En 2016, protagonizó el drama musical Love, Lies seguido de la comedia romántica Mood of the Day. Regresó a la pantalla chica con el drama médico Kim, el doctor romántico junto a Han Suk-kyu y Seo Hyun Jin.
Durante 2017 protagonizó el melodrama romántico Mr. Sunshine.
El 12 de marzo de 2020 se unió al elenco principal de la serie Hospital Playlist (también conocida como "A Wise Doctor's Life") donde interpretó al doctor Ahn Jung-won, un médico y profesor de cirugía pediátrica, hasta el final de la serie el 16 de septiembre de 2021. Ese mismo año se unirá al elenco de la película New Year's Eve. En marzo del mismo año se anunció que estaba en pláticas para unirse al elenco de la película coreana-francesa Matin Calme (Calm Morning)!. En mayo del mismo año se anunció que se había unido al elenco principal de la película Puppy donde dará vida a Min-soo.
El 17 de febrero de 2022 se anunció que estaba en pláticas para unirse al elenco principal de la serie MonWedFriTuesThursSat. El 22 de marzo del mismo año se anunció que estaba en pláticas para unirse al elenco principal de la serie Understanding of Love, donde da vida a Ha Sang-soo, un jefe sénior del equipo de consulta integral de la sucursal de Yeongpo de Nara Bank.

## Filmografía

### Series de televisión
| Año     | Título                       | Personaje        | Canal     | Notas              | Ref.                 |
| ------- | ---------------------------- | ---------------- | --------- | ------------------ | -------------------- |
| 2008-09 | General Hospital 2           | Heo Woo-jin      | MBC       |                    |                      |
| 2009    | Dream                        | Noh Chul-joong   | SBS       |                    |                      |
| 2009    | Soul                         | Baek Joong-chan  | MBC       |                    |                      |
| 2010    | Running, Gu                  | Heo Ji-man       | MBC       |                    |                      |
| 2010-11 | Pure Pumpkin Flower          | Oh Hyo-joon      | SBS       |                    |                      |
| 2011    | Midnight Hospital            | Yoon Sang-ho     | MBC       |                    |                      |
| 2011    | A Thousand Kisses            | Hyung-soo        | SBS       |                    |                      |
| 2012    | Tasty Life                   | Choi Jae-hyuk    | SBS       |                    |                      |
| 2012    | What About Mom?              | Kim Yeon-seok    | MBC       |                    |                      |
| 2013    | Gu Family Book               | Park Tae-seo     | MBC       |                    |                      |
| 2013    | Reply 1994                   | Chilbong         | tvN       |                    |                      |
| 2015    | Warm and Cozy                | Baek Gun-woo     | MBC       |                    |                      |
| 2015    | Mrs. Cop                     | Jo Young-woo     | SBS       | Cameo, episodio 16 | [ 40 ]               |
| 2016-17 | Romantic Doctor, Teacher Kim | Kang Dong-joo    | SBS       |                    |                      |
| 2018    | Mr. Sunshine                 | Goo Dong-mae     | tvN       |                    |                      |
| 2020    | Pasillos de hospital         | Dr. Ahn Jung-won | tvN       | 12 episodios       | [ 41 ] [ 42 ] [ 43 ] |
| 2021    | Pasillos de hospital 2       | Dr. Ahn Jung-won | tvN       | 12 episodios       |                      |
| 2022    | The Accidental Narco         | David Park       | Netflix   |                    | [ 44 ]               |
| 2022    | El interés del amor          | Ha Sang-soo      | JTBC      |                    | [ 45 ] [ 46 ]        |
| 2023    | A Bloody Lucky Day           | Geum Hyeok-soo   | tvN/TVING |                    | [ 47 ] [ 48 ] [ 49 ] |
| 2024    | Cuando el teléfono suena     | Baek Sa-eon      | MBC       |                    | [ 50 ] [ 51 ] [ 52 ] |
| 2025    | Manual para residentes       | Dr. Ahn Jung-won | tvN       | Aparición especial | [ 53 ]               |
| 2025    | El sabor de lo nuestro       |                  | ENA       | Aparición especial | [ 54 ]               |

### Películas
| Título                                       | Año  | Personaje         | Notas                        | Ref           |
| -------------------------------------------- | ---- | ----------------- | ---------------------------- | ------------- |
| Oldboy                                       | 2003 | Young Lee Woo-jin | acreditado como Ahn Yeon-suk |               |
| Short! Short! Short! 2009: Show Me the Money | 2009 | hombre            | "Saw"                        |               |
| Re-encounter                                 | 2011 | Han-soo           |                              |               |
| Ho-ya (Eighteen, Nineteen)                   | 2012 | Ho-ya             |                              |               |
| Architecture 101                             | 2012 | Jae-wook          |                              |               |
| Two Weddings and a Funeral                   | 2012 | Joon              | Cameo                        |               |
| Horror Stories                               | 2012 | secuestrador      | "Beginning"                  |               |
| A Werewolf Boy                               | 2012 | Ji-tae            |                              |               |
| Born to Sing                                 | 2013 | Dong-soo          |                              |               |
| Hwayi: A Monster Boy                         | 2013 | Park Ji-won       |                              |               |
| Whistle Blower                               | 2014 | Shim Min-ho       |                              |               |
| The Royal Tailor                             | 2014 | Rey               |                              |               |
| Perfect Proposal                             | 2015 | Sung-yeol         |                              |               |
| The Beauty Inside                            | 2015 | Kim Woo-jin       |                              |               |
| Love, Lies (2016)                            | 2016 | Kim Yoon-woo      |                              |               |
| Mood of the Day                              | 2016 | Jae-hyun          |                              |               |
| A Quiet Dream                                | 2016 | Motociclista      | Cameo                        |               |
| New Year Blues (New Year's Eve)              | 2020 | Jae-heon          |                              | [ 55 ] [ 56 ] |
| Puppy                                        | 2020 | Min-soo           |                              |               |

### Espectáculos de variedades
| Título                               | Año  | Red                       | Notas                 |
| ------------------------------------ | ---- | ------------------------- | --------------------- |
| Cats and Dogs                        | 2012 | tvN                       | MC                    |
| Youth Over Flowers                   | 2014 | tvN                       | Elenco                |
| WEKID                                | 2016 | Mnet                      | Elenco                |
| Busted!                              | 2018 | Netflix                   | Invitado (Ep. 1, 8)   |
| Coffee Friends                       | 2019 | tvN                       | (ep. #1-10) - miembro |
| Together (2mantrip)                  | 2019 | Netflix                   | Invitado              |
| Running Man                          | 2020 | SBS                       | Invitado              |
| Wise Camping Life (Camping Playlist) | 2021 | Channel Full Moon YouTube | miembro               |
| Mountain Village Playlist            | 2021 |                           | miembro               |

### Presentador
| Año  | Evento                                   | Notas                    |
| ---- | ---------------------------------------- | ------------------------ |
| 2021 | 42nd Blue Dragon Film Awards             | junto a Kim Hye-soo      |
| 2020 | 2020 Mnet Asian Music Awards (2020 MAMA) | presentador de categoría |
| 2020 | 41st Blue Dragon Film Awards             | junto a Kim Hye-soo      |
| 2019 | 40th Blue Dragon Film Awards             | junto a Kim Hye-soo      |
| 2018 | 39th Blue Dragon Film Awards             | junto a Kim Hye-soo      |

### Musical
| Año  | Título            | Personaje | Notas               |
| ---- | ----------------- | --------- | ------------------- |
| 2016 | Le Passe-Muraille | -         | junto a Jo Jae-yoon |

### Revistas / sesiones fotográficas
| Año  | Título                | Notas                |
| ---- | --------------------- | -------------------- |
| 2021 | Arena Homme Plus      | [ 76 ]               |
| 2021 | 1st. Look Magazine    | junto a Lee Chung-ah |
| 2020 | Cosmopolitan Magazine | junto a Lee Yeon-hee |
| 2020 | Harper’s Bazaar       | [ 78 ]               |
| 2014 | Vogue                 | junto a Park Hae-il  |

## Discografía

### Banda sonora
| Año  | Intérprete    | Canción           | Álbum                           | Nota |
| ---- | ------------- | ----------------- | ------------------------------- | ---- |
| 2021 | Yoo Yeon-seok | "To You" (너에게) | OST Pt.7 de Hospital Playlist 2 |      |

## Eventos de caridad
El 21 de julio del 2018 participó en el evento de caridad "Coffee Friends" junto a Son Ho-jun y Sandara Park, el cual recoge donaciones para causas caritativas. Durante los eventos, los actores repartieron personalmente tazas de café gratis a cambio de donaciones.

## Premios y nominaciones
| Año  | Premio                           | Categoría                                                  | Nominados                | Resultado |
| ---- | -------------------------------- | ---------------------------------------------------------- | ------------------------ | --------- |
| 2011 | 48 Grand Bell Awards             | Mejor Nuevo Actor                                          | Re-encuentro             | Nominado  |
| 2012 | 33º de Blue Dragon Film Awards   | Mejor Nuevo Actor                                          | Historias De Terror      | Nominado  |
| 2014 | 50 Baeksang Arts Awards          | Actor más popular (TV)                                     | Respuesta de 1994        | Nominado  |
| 2014 | 7 Icono de Estilo de los Premios | Top 10 De Los Iconos De Estilo                             | [NA]: {{{1}}}            | Ganador   |
| 2015 | 51 Baeksang Arts Awards          | Mejor Actor De Reparto                                     | El Royal Tailor          | Nominado  |
| 2015 | 52 Grand Bell Awards             | Mejor Actor De Reparto                                     | El Royal Tailor          | Nominado  |
| 2015 | MBC Drama Awards                 | Top 10 De Estrellas                                        | Cálido y Acogedor        | Ganador   |
| 2016 | 2016 Premios Estrellas De Cine   | Premio De La Popularidad                                   | Mood of the Day          | Ganador   |
| 2016 | SBS Drama Awards                 | Premio a la excelencia en un Drama                         | Kim, el doctor romántico | Ganador   |
| 2016 | SBS Drama Awards                 | Mejor Pareja (con Seo Hyun-jin)                            | Kim, el doctor romántico | Ganador   |
| 2016 | SBS Drama Awards                 | Ídolo Premio de la Academia, Mejor Beso (con Seo Hyun-jin) | Kim, el doctor romántico | Ganador   |
| 2018 | Premios Seúl                     | Mejor Actor Secundario en Drama                            | Mr. Sunshine             | Ganador   |
| 2018 | 3rd Asia Artist Award            | Actor del Año                                              | -                        | Ganador   |
| 2018 | 3rd Asia Artist Award            | Mejor Actor                                                | -                        | Ganador   |
| 2020 | 41st Blue Dragon Film Award      | Best Supporting Actor                                      | The Man Standing Next    | Nominado  |